# 1G busz (Tatabánya)
A tatabányai 1G jelzésű autóbusz az Autóbusz-állomás és a Szent István úti forduló között közlekedik. A vonalat a T-Busz Tatabányai Közlekedési Kft. üzemelteti.

## Története
A buszvonalat 2018. január 2-án indította el Tatabánya új közlekedési társasága, a T-Busz Kft.

## Útvonala
| Autóbusz-állomás felé | Szent István úti forduló felé |
| --- | --- |
| Szent István úti forduló – Szent István utca – Baross Gábor út – Gyöngyvirág sor – Vigadó út – Mikoviny Sámuel utca – dr. Mohi Rezső út – Semmelweis utca – Szent Borbála út – Összekötő út – Omega Park – Összekötő út – Károlyi Mihály utca – Árpád utca – Kossuth Lajos utca – Bajcsy-Zsilinszky utca – Dózsa György út – Győri út – Mozdony utca – Jedlik Ányos utca – Autóbusz-állomás | Autóbusz-állomás – Jedlik Ányos utca – Mozdony utca – Győri út – Dózsa György út – Bajcsy-Zsilinszky utca – Kossuth Lajos utca – Árpád utca – Károlyi Mihály utca – Összekötő út – Omega Park – Összekötő út – Szent Borbála út – Semmelweis utca – dr. Mohi Rezső út – Mikoviny Sámuel utca – Vigadó út – Gyöngyvirág sor – Baross Gábor út – Szent István utca – Szent István úti forduló |

## Megállóhelyei
| 0  | 0  | Autóbusz-állomás végállomás         | 30 | 27 | 1, 2, 5, 5P, 6, 9, 9D, 10, 11, 15, 16, 26, 26R, 50, 55, 57, 70 770, 804, 814, 822, 823, 824, 8400, 8402, 8403, 8406, 8410, 8423, 8432, 8435, 8436, 8437, 8441, 8442, 8462, 8463, 8464, 8465, 8466, 8467, 8472, 8479 1758, 1824, 1841, 1843, 1845, 1848, 1850, 1851 S10 G10 S12 IC, EC, EN, gyorsvonat, expresszvonat, |
| ∫  | ∫  | Vasútállomás                        | 29 | 26 | 1, 2, 5, 5P, 6, 9, 9D, 15, 16, 26, 26R, 38, 38G, 50, 53I, 55, 57, 59B S10 G10 S12 IC, EC, EN, gyorsvonat, expresszvonat, |
| 3  | 2  | Kórház                              | 27 | 25 | 1, 6, 8, 8L, 8S, 9, 11, 16, 18, 38, 38G, 50, 57, 59B 770, 823, 8402, 8403, 8441, 8442, 8443, 8462, 8463, 8464, 8465, 8466, 8467 1758, 1824, 1841, 1843, 1845, 1846, 1848, 1851 |
| 4  | 3  | Kollégium                           | ∫  | ∫  | 1, 6, 8, 8L, 8S, 9, 11, 18, 38, 38G, 50, 57, 59 |
| 5  | 5  | Madách Imre utca                    | 26 | 23 | 1, 2, 6, 9, 9D, 11, 16, 26, 26R, 50, 51B, 52, 52I, 57, 59I 8443 |
| 6  | 6  | Bajcsy-Zsilinszky utca              | 25 | 22 | 1, 6, 11, 16, 26, 26R, 51B, 52, 52I |
| 8  | 7  | Kossuth Lajos utca                  | 23 | 20 | 1, 4, 4E, 6, 11, 16, 26, 26R, 51, 51B, 52, 52I |
| 9  | 8  | Árpád köz                           | 22 | 19 | 1, 4, 4E, 11, 51, 51B, 52, 52I |
| 10 | 9  | Vágóhíd utca                        | 21 | 18 | 1, 4, 4E, 11, 51, 51B, 52, 52I |
| 11 | 10 | Eötvös utca                         | 19 | 17 | 1, 4, 4E, 11, 51, 51B, 52, 52I |
| 13 | 12 | Omega Park                          | 17 | 15 | 1, 2, 4, 4E, 5, 5P, 6, 10, 11, 15, 16, 52, 52I, 55 8410, 8442 |
| ∫  | ∫  | Kormányhivatal                      | 16 | 14 | 1, 4, 4E, 5, 5P, 6, 10, 11 822, 823, 824, 8406, 8410, 8423, 8432, 8435, 8436, 8437, 8442, 8443, 8472 |
| 16 | 14 | Szent Borbála út                    | 14 | 13 | 1, 4, 4E, 5, 5P, 6, 10, 11, 16, 51, 51B, 59B 822, 824, 8406, 8410, 8423, 8432, 8435, 8436, 8437, 8443, 8460, 8472 |
| 18 | 15 | Sportpálya                          | 12 | 12 | 1, 4, 4E, 5, 5P, 6, 10, 11, 16, 51, 51B, 59B 822, 824, 8406, 8410, 8423, 8432, 8435, 8436, 8437, 8443, 8460, 8472 |
| 19 | 16 | Gőzfürdő                            | 11 | 11 | 1, 3, 3A, 3G, 3L, 4, 4E, 6, 8, 8L, 8S, 11, 16, 18, 38, 38G, 51, 51B, 53B 8435, 8436 |
| 20 | 17 | Újtemető                            | 10 | 10 | 1, 3, 3A, 3G, 3L, 4, 4E, 6, 8, 8L, 8S, 11, 16, 18, 38, 38G, 51, 51B, 53B |
| 22 | 19 | Vigadó út                           | 9  | 9  | 3G, 18, 36, 38G |
| 23 | 20 | Baross Gábor utca                   | 7  | 7  | 1, 51, 51B |
| 24 | 21 | Csarnok utca                        | 6  | 6  | 1, 51, 51B |
| 25 | 22 | Baross köz                          | 5  | 5  | 1, 5, 5P, 51, 51B 8432, 8435, 8436, 8437 |
| 26 | 23 | Szabadság tér                       | 4  | 4  | 1, 5, 5P, 51, 51B |
| 27 | 24 | Szolgáltató ház                     | 3  | 3  | 1, 5, 5P, 9, 9D, 51, 51B 8432, 8435, 8436, 8437 |
| 28 | 25 | Templom utca                        | 2  | 2  | 1, 5, 5P, 9, 9D, 51, 51B |
| 29 | 26 | Szikla utca                         | 1  | 1  | 1, 5, 5P, 9, 9D, 51, 51B 8432, 8435, 8436, 8437 |
| 30 | 27 | Szent István úti forduló végállomás | 0  | 0  | 1, 5, 5P, 9, 9D, 51, 51B |

## Külső hivatkozások
- Vonaltérképek. T-Busz Tatabányai Közlekedési Kft.. (Hozzáférés: 2018. december 3.)